# Pillars of Truth
Pillars of Truth lub Supporters of Truth (Boutokaan Te Koaavu) – partia polityczna z Kiribati, od wyborów w latach 2015–2016 pierwsza siła w parlamencie, posiadająca większość wystarczającą do samodzielnego rządzenia (26 na 41 miejsc).
Przewodniczącym partii jest Ieremia Tabai, były prezydent Kiribati.

## Poparcie w wyborach

### Wybory parlamentarne
| Wybory     | Zdobyte miejsca w parlamencie | Zdobyte miejsca w parlamencie | Zdobyte miejsca w parlamencie | Zdobyte miejsca w parlamencie | Źródło |
| Wybory     | Liczba                        | +/−                           | %                             | +/−                           | Źródło |
| ---------- | ----------------------------- | ----------------------------- | ----------------------------- | ----------------------------- | ------ |
| 2002       | 17/40                         | —                             | 42,5%                         | —                             | [ 3 ]  |
| 2003       | 16/40                         | 1                             | 40%                           | 2,50%                         | [ 3 ]  |
| 2007       | 18/46                         | 2                             | 39,13%                        | 0,87%                         | [ 4 ]  |
| 2011       | 15/46                         | 3                             | 32,6%                         | 6,53%                         | [ 5 ]  |
| 2015/ 2016 | 26/45                         | 11                            | 57,78%                        | 25,18                         | [ 6 ]  |

### Wybory prezydenckie
| Wybory        | Kandydat           | Wynik      | Wynik       | Wynik       | Wynik  | Wynik  | Wynik | Wynik | Wynik  | Wynik  | Źródło        |
| Wybory        | Kandydat           | Zwycięstwo | Głosy       | Głosy       | Zmiana | Zmiana | %     | %     | Zmiana | Zmiana | Źródło        |
| ------------- | ------------------ | ---------- | ----------- | ----------- | ------ | ------ | ----- | ----- | ------ | ------ | ------------- |
| 2003 (luty)   | Taberannang Timeon | N          | 13613/28121 | 13613/28121 | —      | —      | 48,4  | 48,4  | —      | —      | [ 7 ] [ 8 ]   |
| 2003 (lipiec) | Anote Tong         | T          | 13556/28604 | 13556/28604 | 57     | 57     | 47,4  | 47,4  | 1,00%  | 1,00%  | [ 9 ]         |
| 2007          | Anote Tong         | T          | 15676/24381 | 15676/24381 | 2120   | 2120   | 64,30 | 64,30 | 16,90% | 16,90% | [ 10 ] [ 11 ] |
| 2012          | Anote Tong         | T          | 14315/33939 | 14315/33939 | 1361   | 1361   | 42,18 | 42,18 | 22,12% | 22,12% | [ 12 ]        |
| 2016          | Rimeta Beniamina   | N          | 12764/33247 | 13246/33247 | 1551   | 1069   | 38,59 | 40,05 | 3,59%  | 2,13%  | [ 13 ]        |
| 2016          | Tianeti Ioane      | N          | 482/33247   | 13246/33247 | 13833  | 1069   | 1,46  | 40,05 | 40,72% | 2,13%  | [ 13 ]        |